# Liste von Legierungselementen
Dies ist eine unvollständige Liste von Legierungselementen und ihrer erwünschten (positiven) als auch unerwünschten (negativen) Wirkungen auf das jeweilige Basismetall:
| Legierungs- element |    | legierter Stoff   | Einfluss / Bemerkung |
| ------------------- | -- | ----------------- | --- |
| Aluminium           | Al | Eisen, bzw. Stahl | Aluminium ist ein starkes Desoxidationsmittel zur Stahlberuhigung. Es bildet mit Stickstoff Nitride (Nitrierstahl) und erhöht die Zunderbeständigkeit in hitzebeständigen Stählen. Durch Erhöhung der Koerzitivkraft wird es in Dauermagnetlegierungen verwendet. |
| Aluminium           | Al | Magnesium         | Festigkeitssteigerung. Von den Magnesiumlegierungen gelten MgAl als wichtigste Gruppe. |
| Arsen               | As | Kupfer            | Arsen bildet als Weißkupfer einen Silberersatz, ist jedoch giftig. |
| Beryllium           | Be | Eisen, bzw. Stahl | positivBeryllium schnürt das γ-Gebiet (Austenit) ab; wirkt als starkes Desoxidationsmittel; erhöht die Ausscheidungshärtung. negativBeryllium senkt die Zähigkeit. |
| Beryllium           | Be | Kupfer            | Beryllium erhöht die Elastizität und Ermüdungsbeständigkeit. Uhrfedern aus dieser Legierung halten daher eine viel größere Zahl von Lastwechseln aus als Stahlfedern. Zudem ist diese Legierung kaum magnetisierbar. Als Legierungszusatz ermöglicht es die Herstellung funkenfreier Werkzeuge im Kohlebergbau. |
| Beryllium           | Be | Nickel            | Beryllium erhöht stark die Härte und Korrosionsbeständigkeit. |
| Beryllium           | Be | Magnesium         | Beryllium verringert die Brandneigung (Oxidation) von Magnesiumschmelzen. |
| Blei                | Pb | allgemein         | positivGeringe Mengen Blei (bis 2 %) erhöhen die Zerspanbarkeit. Wird in verschiedenen Legierungen zu diesem Zweck zugesetzt. Diese werden allgemein als Automatenlegierung bezeichnet, beispielsweise Automatenstahl. negativGesundheitliche Probleme und gesetzliche Beschränkungen. |
| Blei                | Pb | Kupfer            | Bleibronzen werden als Lagermetall für Verbrennungsmotoren verwendet. |
| Bor                 | B  | Eisen, bzw. Stahl | positivBor ist ein starker Neutronen-Absorber und findet bei der Herstellung von Stählen für den Atomkraftwerksbau Anwendung. Es erhöht Streckgrenze und Festigkeit. negativBor senkt die Korrosionsbeständigkeit. Es vermindert bei Gusseisen mit Kugelgraphit die Perlitisierung, bildet bei Gehalten über 0,001 % Carbide und führt damit zur Versprödung. |
| Bor                 | B  | Aluminium         | Erhöht die elektrische Leitfähigkeit in Aluminiumlegierungen. Verfeinert in Verbindung mit Titan das Korngefüge. |
| Cer                 | Ce | Eisen, bzw. Stahl | positivCer ist ein starkes Desoxidationsmittel und erhöht die Zunderbeständigkeit. Bei Gusseisen mit Kugelgraphit fördert es die Bildung von Kugelgraphit. AchtungCer-Eisen-Legierungen (bis 30 % Eisen) sind pyrophor. |
| Chrom               | Cr | Eisen, bzw. Stahl | positivChrom steigert Verschleißfestigkeit, Warmfestigkeit und Zunderbeständigkeit. Als Carbidbildner (Chromcarbid) steigert es stark die Zugfestigkeit. Ab 12,2 % Massengehalt steigert es die Korrosionsbeständigkeit (nichtrostender Stahl). Es wirkt Ferrit-stabilisierend, bei geringen Zugaben weitet es aber auch das Austenit-Gebiet zu niedrigeren Temperaturen aus. negativChrom verringert die Kerbschlagarbeit und Schweißeignung, senkt Wärme- und elektrische Leitfähigkeit, Haltepunkt A1 wird stark (um 20 bis 30 K je 1 % Cr, jedoch nur bis 3 %) nach oben verschoben. Chrom senkt stark die kritische Abkühlgeschwindigkeit. |
| Kohlenstoff         | C  | Eisen, bzw. Stahl | positivKohlenstoff senkt den Schmelzpunkt, erhöht durch Zementit-(Fe3C)-Bildung Härte und Zugfestigkeit. Stahl lässt sich erst ab einem Gehalt von 0,2 % härten. negativKohlenstoff erhöht bei höheren Gehalten die Sprödigkeit und senkt deshalb Schmiedbarkeit, Schweißeignung, Bruchdehnung und Kerbschlagarbeit. Siehe auch: Kohlenstoffstahl |
| Kupfer              | Cu | Aluminium         | positivKupfer erhöht die Härte und Festigkeit deutlich, es entsteht durch Ausscheidungshärtung die Legierung Duraluminium. Hauptlegierungselement in Aluminium-Kupfer-Legierungen, und als Zusatz in vielen weiteren. negativErhöht die Korrosion |
| Kupfer              | Cu | Eisen, bzw. Stahl | PositivKupfer erhöht die Witterungsbeständigkeit. In Bau- und Qualitätsstählen werden 0,2 – 0,35 % Kupfer hinzulegiert, um die Rostbeständigkeit zu steigern.:Außerdem kann in Chrom-Nickel-Stählen durch Cu-Konzentrationen von 1–2 % die Beständigkeit gegen Salz- und Schwefelsäure erhöht werden. negativBei der Warmverarbeitung von kupferhaltigen Stählen kann an der Oberfläche angereichertes Kupfer unter Wirkung von Zugspannungen in die Korngrenzen eindringen und zu Oberflächenrissen führen |
| Kupfer              | Cu | Gold              | positivKupfer erhöht die Härte und elektrische Leitfähigkeit, verändert den Farbton (dunkler, rötlicher), zudem ist die Legierung billiger als reines Gold. negativKupfer senkt die Korrosionsbeständigkeit. |
| Kupfer              | Cu | Zink              | Kupfer verbessert das Kriechverhalten, erhöht die Dauerfestigkeit und zusammen mit Blei die Zerspanbarkeit. |
| Magnesium           | Mg | Eisen, bzw. Stahl | Desoxidations- und Entschwefelungsmittel. In Gusseisen erzeugt Magnesium Kugelgraphit. |
| Magnesium           | Mg | Aluminium         | Erhöht zusammen mit Mangan die Festigkeit und Korrosionsbeständigkeit. |
| Mangan              | Mn | Eisen, bzw. Stahl | positivMangan bildet tropfenförmige, höherschmelzende MnS-FeS-Mischsulfide, die die Rotbruch-Neigung mindern. negativDer Haltepunkt A1 wird um 10 K je 1 % Mn nach unten verschoben. |
| Mangan              | Mn | Magnesium         | Mangan erhöht die Korrosionsbeständigkeit. |
| Mangan              | Mn | Aluminium         | Erhöht die Festigkeit. Siehe Aluminium-Mangan-Legierung. |
| Molybdän            | Mo | Eisen, bzw. Stahl | positivMolybdän verbessert Härtbarkeit und Zugfestigkeit. Wichtiges Legierungselement in vielen Schnellarbeitsstählen. negativMolybdän verschiebt den Haltepunkt A1 schwach nach oben, senkt Schmiedbarkeit und Dehnung. |
| Nickel              | Ni | Eisen, bzw. Stahl | positivNickel erhöht bei Baustählen die Streckgrenze und Kerbschlagzähigkeit und bei Einsatzstählen sowie bei Vergütungsstählen die Zähigkeit, erweitert das γ-Gebiet und bewirkt dadurch in korrosions- und zunderbeständigen Chrom-Nickel-Stählen die Austenitstruktur. Hohe Nickelgehalte im Invar bewirken kleine oder zum Teil negative Wärmeausdehnungskoeffizienten. negativNickel senkt den Haltepunkt A1 um 10 K je 1 % Ni nach unten. |
| Phosphor            | P  | Eisen, bzw. Stahl | positivPhosphor erhöht Zugfestigkeit, Härte, Korrosionsbeständigkeit, Spanbarkeit und Gießbarkeit. Wird in manchen Stahlgusssorten und Automatenstahl bewusst zulegiert. negativPhosphor verschiebt den Haltepunkt A1 schwach nach oben und sorgt für eine starke Abschnürung des Gamma-Gebietes, was zu einer Erhöhung der Seigerung führt. Schon geringste Mengen erhöhen die Empfindlichkeit gegen Anlassversprödung. |
| Schwefel            | S  | Eisen, bzw. Stahl | positivSchwefel erhöht die Zerspanbarkeit, vor allem zusammen mit Mangan, mit dem es Mangansulfid bildet. Wird in Automatenstahl genutzt. negativSchwefel mindert die Duktilität und Festigkeit durch Bildung von Eisensulfid. |
| Silicium            | Si | Eisen, bzw. Stahl | positivSilicium ist ein Desoxidationsmittel zur Stahlberuhigung, erhöht die Zunderbeständigkeit, macht die Schmelze dünnflüssiger, ist ein Mischkristallhärter und behindert die Bildung von Carbiden. Viele Stahlguss- und alle Gusseisensorten enthalten 1 bis 2 % Silicium. negativSilicium mindert die Zähigkeit, der Haltepunkt A1 wird stark (um 20 – 30 K je 1 % Si, jedoch nur bis 3 %) nach oben verschoben. |
| Silicium            | Si | Aluminium         | Wird als Hauptlegierungselement genutzt in den Aluminium-Silicium-Legierungen, die vor allem als Gusslegierung verwendet werden. Senkt den Schmelzpunkt und die Volumendifferenz beim Erstarren. Bildet zusammen mit Magnesium intermetallische Phasen die zum Aushärten von Aluminium-Magnesium-Silicium-Legierungen verwendet werden. |
| Stickstoff          | N  | Eisen, bzw. Stahl | positivStickstoff erweitert das γ-Gebiet im Eisen-Kohlenstoff-Diagramm, stabilisiert das austenitische Gefüge, erhöht in austenitischen Stählen die Streckgrenze, die Festigkeit und die Korrosionsfestigkeit (PREN). negativVerminderung der Zähigkeit, begünstigt interkristalline Spannungsrisskorrosion in unlegierten und niedriglegierten Stählen. |
| Titan               | Ti | Eisen, bzw. Stahl | Titan verhindert interkristalline Korrosion durch Bildung von Titancarbid (TiC). |
| Vanadium            | V  | Eisen, bzw. Stahl | positivAls Carbidbildner steigert Vanadium stark die Zugfestigkeit. negativVanadium verschiebt den Haltepunkt A1 schwach nach oben. |
| Wolfram             | W  | Eisen, bzw. Stahl | positivAls Carbidbildner (Wolframcarbid) steigert Wolfram stark die Zugfestigkeit und die Härte, da es viele seiner Eigenschaften mehr oder weniger gut auf seine Legierungen 'überträgt'. Auch die Warmfestigkeit und Verschleißfestigkeit nimmt zu. Hauptlegierungselement in einigen Schnellarbeitsstählen. negativDer Haltepunkt A1 wird durch Wolfram schwach nach oben verschoben. |
| Wolfram             | W  | Hartmetall        | Durch Bildung von Wolframcarbid als Härteträger und Hauptbestandteil in vielen Hartmetallsorten. |
| Zink                | Zn | Kupfer            | Als Legierungsbestandteil in Messing, ca. 30 + 40 %, erhöht es dessen Festigkeit, verbessert Verformbarkeit, Kalt-Verfestigung, Korrosionsbeständigkeit und Gleiteigenschaften. Zusammen mit Nickel bildet es das Neusilber. |
| Zinn                | Sn | Kupfer            | Als Legierungsbestandteil bis zu 22 % in Bronze erhöht es Elastizität, Zähigkeit, Korrosionsbeständigkeit und Gießbarkeit. |